# 魔界再来
『魔界再来』（まかいさいらい、原題：Abominog）は、イギリスのバンド、ユーライア・ヒープが1982年に発表した14作目のスタジオ・アルバム。オリジナル・キーボーディストのケン・ヘンズレー脱退後としては初のアルバムに当たる。

## 背景
1980年、バンドはヘンズレーの後任としてグレッグ・デシャートを迎え、シングル「シンク・イット・オーヴァー」を発表するが、アルバムの完成には至らず、この曲は本作では再録音ヴァージョンが収録された。その後バンドは解散状態となるが、ミック・ボックスは元メンバーのリー・カースレイク（1981年までオジー・オズボーン・バンドに在籍していた）を呼び戻し、カースレイクと共にオズボーンのバンドで活動していたボブ・デイズリーも合流した。そして、新メンバーのジョン・シンクレア（元ヘヴィ・メタル・キッズ）とピーター・ゴールビー（元トラピーズ、ケン・ヘンズレー在籍時にもユーライア・ヒープのオーディションを受けていた）を迎え、本作を制作した。
「オン・ザ・リバウンド」はラス・バラードのカヴァーで、オリジナル・ヴァージョンはアルバム『バーネット・ドッグス』（1980年）に収録されている。なお、本作に先行して発売されたEP「Abominog Junior」には、この曲および「ティン・ソルジャー」（スモール・フェイセスのカヴァー）、「サン・オブ・ア・ビッチ」が収録された。

## 反響・評価
全英アルバムチャートでは6週トップ100入りして最高34位を記録した。本作はアメリカで一定の成功を収め、Billboard 200では56位に達して『幻想への回帰』（1975年）以来7年ぶりの全米トップ100アルバムとなり、シングル「ザッツ・ザ・ウェイ・イット・イズ」は『ビルボード』のメインストリーム・ロック・チャートで25位を記録した。一方、ノルウェーのアルバム・チャートでは2週トップ40入りするが、最高30位に終わり、『対自核』（1971年）以降のアルバムとしては初めてトップ20入りを逃す結果となった。
Donald A. Guariscoはオールミュージックにおいて5点満点中4.5点を付け、全体像に関して「バンドの膨大なカタログの中でも、特に首尾一貫しており魅力的なアルバムの一つ」「NWOBHMおよび、当時のハードロック的なAORグループからの影響が強い」、ピーター・ゴールビーのボーカルに関して「ロニー・ジェイムス・ディオとルー・グラムを足して割ったような、力強いスタイル」と評している。

## 収録曲
特記なき楽曲はピーター・ゴールビー、ミック・ボックス、ジョン・シンクレア、ボブ・デイズリー、リー・カースレイクの共作。
1. トゥー・スケアード・トゥ・ラン - "Too Scared to Run" - 3:49
2. チェイシング・シャドウズ - "Chasing Shadows" - 4:39
3. オン・ザ・リバウンド - "On the Rebound" (Russ Ballard) - 3:14
4. 無情な街の熱い夜 - "Hot Night in a Cold Town" (Geoffrey Cushing-Murray, Richard Littlefield) - 4:03
5. ランニング・オール・ナイト - "Running All Night (With the Lion)" (Gary Farr, Peter Goalby, Mick Box, John Sinclair, Bob Daisley, Lee Kerslake) - 4:28
6. ザッツ・ザ・ウェイ・ザット・イット・イズ - "That's the Way That It Is" (Paul Bliss) - 4:06
7. プリズナー - "Prisoner" (James Lance, D. B. Cooper, Tony Riparetti) - 4:33
8. ホット・パースウェイジョン - "Hot Persuasion" - 3:48
9. セル・ユア・ソウル - "Sell Your Soul" - 5:25
10. シンク・イット・オーヴァー - "Think It Over" (John Sloman, Trevor Bolder) - 3:42

### 1997年リマスターCDボーナス・トラック
1. "Tin Soldier" (Steve Marriott, Ronnie Lane) - 3:49
2. "Son of a Bitch" - 4:08
3. "That's the Way That It Is (Demo Version)" (P. Bliss) - 4:27
4. "Hot Persuasion (Demo Version)" - 4:04

### 2004年リマスターCDボーナス・トラック
1. サン・オブ・ア・ビッチ - "Son of a Bitch"
2. ティン・ソルジャー - "Tin Soldier" (S. Marriott, R. Lane)
3. シンク・イット・オーヴァー（ビデオ・ヴァージョン） - "Think It Over (Video Soundtrack)" (J. Sloman, T. Bolder)
4. トゥー・スケアード・トゥ・ラン（ライヴ・ヴァージョン） - "Too Scared to Run (Live)"
5. セル・ユア・ソウル（ライヴ・ヴァージョン） - "Sell Your Soul (Live)"
6. ザッツ・ザ・ウェイ・ザット・イット・イズ（ライヴ・ヴァージョン） - "That's the Way That It Is (Live)" (P. Bliss)

### アメリカ盤LP
サイドA
1. "Too Scared to Run"
2. "On the Rebound" (R. Ballard)
3. "Chasing Shadows"
4. "Prisoner" (J. Lance, D. B. Cooper, T. Riparetti)
5. "Sell Your Soul"

サイドB
1. "That's the Way That It Is" (P. Bliss)
2. "Think It Over" (J. Sloman, T. Bolder)
3. "Hot Night in a Cold Town" (G. Cushing-Murray, R. Littlefield)
4. "Hot Persuasion"
5. "Running All Night (With the Lion)" (G. Farr, P. Goalby, M. Box, J. Sinclair, B. Daisley, L. Kerslake) - 4:28

## 参加ミュージシャン
- ピーター・ゴールビー - リード・ボーカル
- ミック・ボックス - ギター、ボーカル
- ジョン・シンクレア - キーボード、ボーカル
- ボブ・デイズリー - ベース、ボーカル
- リー・カースレイク - ドラムス、ボーカル